# Biereszówka
Biereszówka (lit. Berešiškės) − osada na Litwie, w rejonie solecznickim, 5 km na wschód od Turgieli, zamieszkana przez 6 ludzi. Przed II wojną światową w Polsce, w powiecie wileńsko-trockim województwa wileńskiego.